# Богнатове
Богнатове́ (в минулому — Тіфенбах/Tiefenbach, Поганатівка, Богнатівка, Симановичева) — село в Україні, у Роздільнянській міській громаді Роздільнянського району Одеської області. Населення становить 17 осіб. Належить до Єреміївського старостинського округу.

## Історія
У 1856 році в поселені Погонатівка поміщиків Погонатових та Симановича було 24 двори.
В 1859 році у власницькому селищі Поганатівка (Симановичева) 1-го стану (станова квартира — містечко Василівка) Одеського повіту Херсонської губернії, було 3 двора, у яких мешкало 19 чоловіків і 16 жінок.

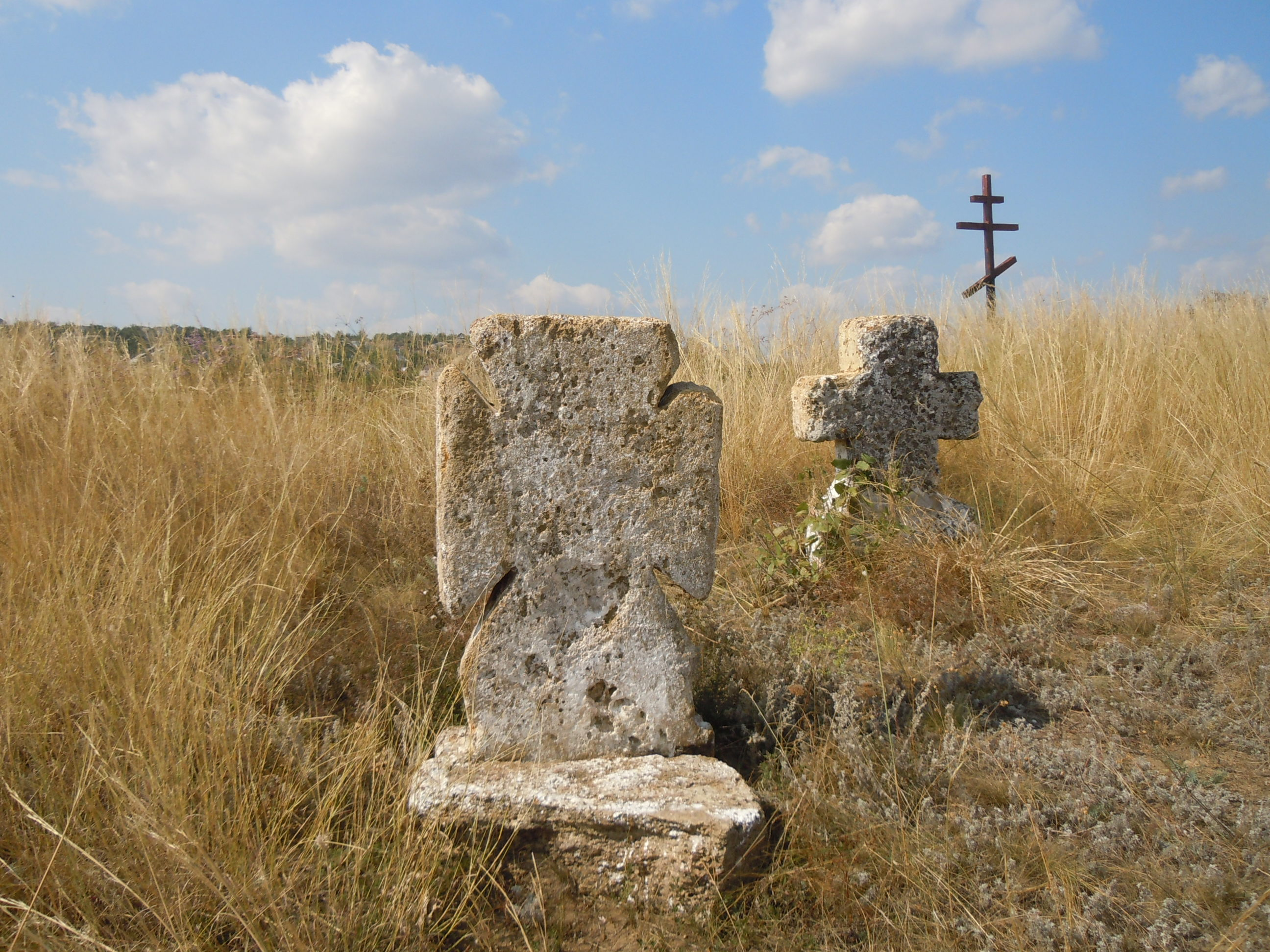
Козацькі могили на кургані біля села Богнатове

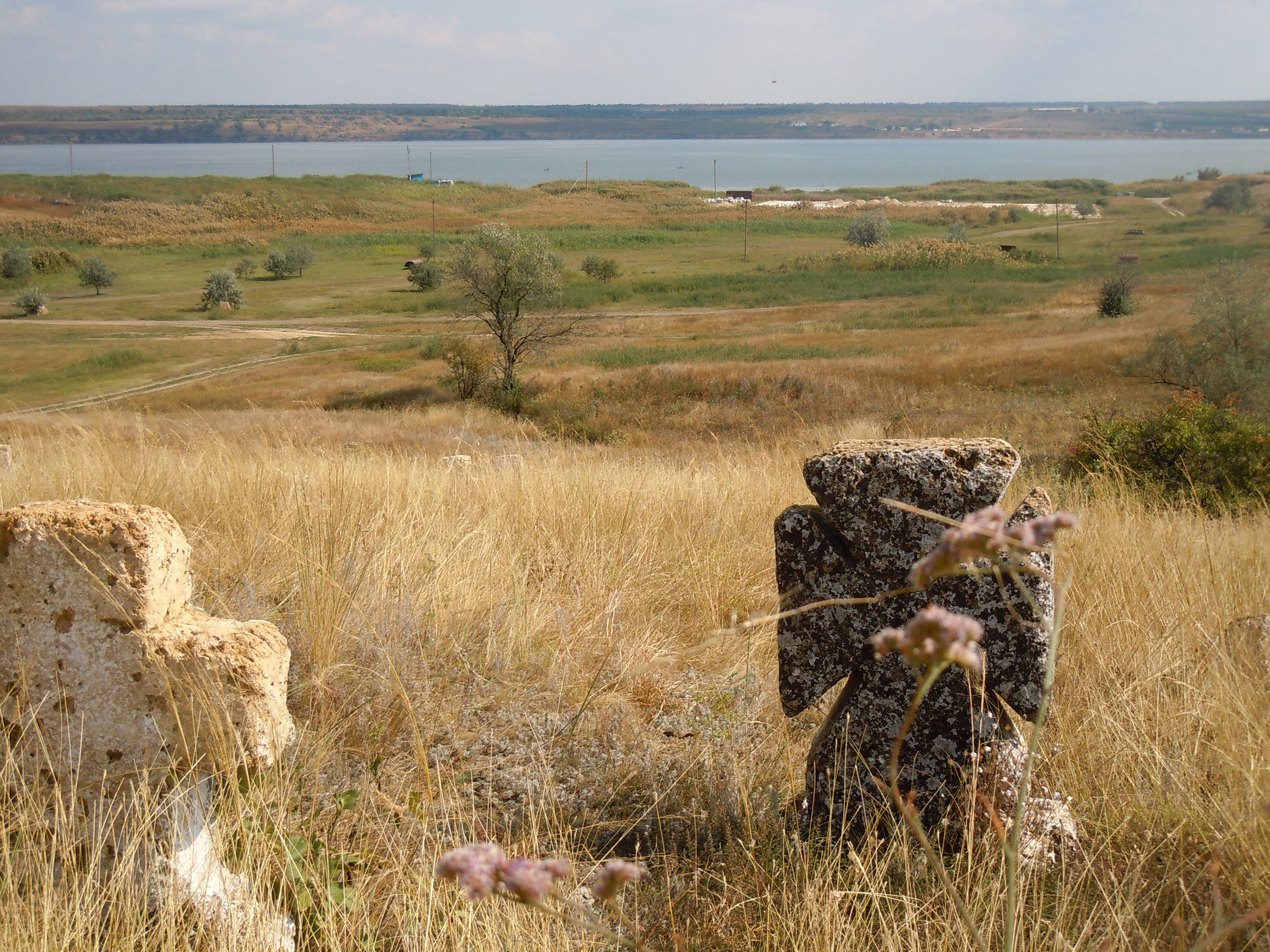
Вид на Хаджибейський лиман з кургану

На 1887 рік в селищі Погнатівка Більчанської волості Одеського повіту Херсонської губернії мешкало 54 чоловіки та 63 жінки.
У 1896 році в селищі Поганатівка (Богнатівка) було 8 дворів, у яких мешкало 41 людина (23 чоловіки і 18 жінок).
На 1916 рік в селищі Богнатово Більчанської волості Одеського повіту Херсонської губернії, мешкало 17 людей (6 чоловіків і 11 жінок).
Богнатове — католицький хутір, у радянський період — Одеська область, Тарасо-Шевченківський район. Католицький прихід Северинівка. Мешканці: 65 (1926).
19 жовтня 1976 р. село Богнатове Іванівського району передано в підпорядкування Єгорівської сільради Роздільнянського району.
7 червня 1983 р. Богнатове передано до Єреміївської сільради.
У результаті адміністративно-територіальної реформи село ввійшло до складу Роздільнянської міської територіальної громади та після місцевих виборів у жовтні 2020 року було підпорядковане Роздільнянській міській раді. До того село входило до складу ліквідованої Єреміївської сільради.

## Населення
Згідно з переписом УРСР 1989 року чисельність наявного населення села становила 9 осіб, з яких 4 чоловіки та 5 жінок.
За переписом населення України 2001 року в селі мешкало 9 осіб.
У 2010 та 2011 роках населення становило 10 осіб.

### Мова
Розподіл населення за рідною мовою за даними перепису 2001 року:
| Мова       | Відсоток |
| ---------- | -------- |
| українська | 88,89 %  |
| російська  | 11,11 %  |